# Lüttelforster Mühle
Die Lüttelforster Mühle in der Gemeinde Schwalmtal ist eine Wassermühle mit einem unterschlächtigen Wasserrad.

## Geographie
Die Lüttelforster Mühle hat ihren Standort am Mittellauf der Schwalm in Lüttelforst an der Landesstraße 371 in der Gemeinde Schwalmtal im Kreis Viersen. Sie benötigte zum Betrieb keinen Weiher. Oberhalb der Lüttelforster Mühle liegt die Jennekes Mühle, unterhalb die Pannenmühle. Der Wasserspiegel liegt bei 51 m über NN.

## Geschichte
Im Jahre 1456 erscheint die Lüttelforster Mühle erstmals in den Annalen von Haus Bocholtz (Adelsgeschlecht), einem Rittergut in Waldniel. Sie gehörte zum Dahlhof und wurde deshalb in dieser Zeit auch Dahlmühle genannt. Durch Erbteilung im Jahre 1591 wurde der Hof mitsamt Mühle vom Hauptsitz in Waldniel abgetrennt und den Eheleuten Sibert von Bocholtz zugesprochen. Die Mühle wurde als Öl- und Getreidemühle betrieben.
Bei der Verpachtung im Jahre 1763 an Matthias Jetten wurde auch der sehr interessante Pachtpreis genannt: 13 Malter (Kornmaß, etwa 3,5 Zentner) Roggen, 6 Malter Gerste, 4 Malter Buchweizen, 2 Malter Weizen, ein fettes Schwein, 10 Kilogramm Fisch, 100 Hühnereier, 100 Enteneier, 8 Hühner, 8 Enten, 4 Pfund Zucker, 2 Pfund Ingwer, 1 Pfund Pfeffer, ¼ Pfund Zimt, 3 Pfund Pflaumen, 3 Pfund Rosinen, 1 Pfund Korinthen, ¼ Muskatnuss, ¼ Muskatblume und ¼ Pfund Krautnägel von der Kornmühle und 21 Reichstaler, 3 Malter Backmehl, 50 Kannen Leinöl, 14 Kannen Rüböl und einen Goldgulden zum neuen Jahr von der Ölmühle.
Um 1900 wurde in der Mühle eine Gaststätte eingerichtet. Die Mühle hat bis zur Einstellung des Mahlbetriebs im Jahre 1954 ihr Staurecht behalten. Die Lüttelforster Mühle zeigt sich heute als „Hotel-Restaurant“ mit einem großen eisernen Wasserrad als Wahrzeichen und einem Original-Kollergang als Schmuck in der Gaststube.

## Denkmaleintrag
Die Backsteinwinkelhofanlage wurde in der 2. Hälfte des 18. Jahrhunderts errichtet. Das zweigeschossige Wohnhaus in 7 Achsen wurde mit Werksteingewänden und Sohlbänken erbaut. Das Mühlrad ist erhalten, jedoch im 19. Jh. verändert worden. Diese Mühle ist mit den anderen, z. T. weniger gut erhaltenen Mühlen an der Schwalm, ein anschauliches Zeugnis dafür, dass Getreide- und Ölmüllerei bedeutende historische Wirtschaftszweige waren. Diese Anschaulichkeit von Geschichte ist hier trotz späterer Veränderungen weiterhin gegeben.
Die Eintragung bezieht sich auf:
1. Erhaltung der straßenseitigen Fassade des Mühlengebäudes mit ihrer Aufteilung und den Fensterformen, den zur Schwalm gelegenen Giebeln (mit Ausnahme des Fachwerkerkers) und der Dachform.
2. Erhaltung der Fassade (mit Teilung) und der Dachform des in gleicher Flucht anschließenden Gebäudes.
3. Erhaltung der Dachform und der Proportionen der im Winkel vorspringenden Scheune.
(Denkmalliste Nr. 105)

## Galerie

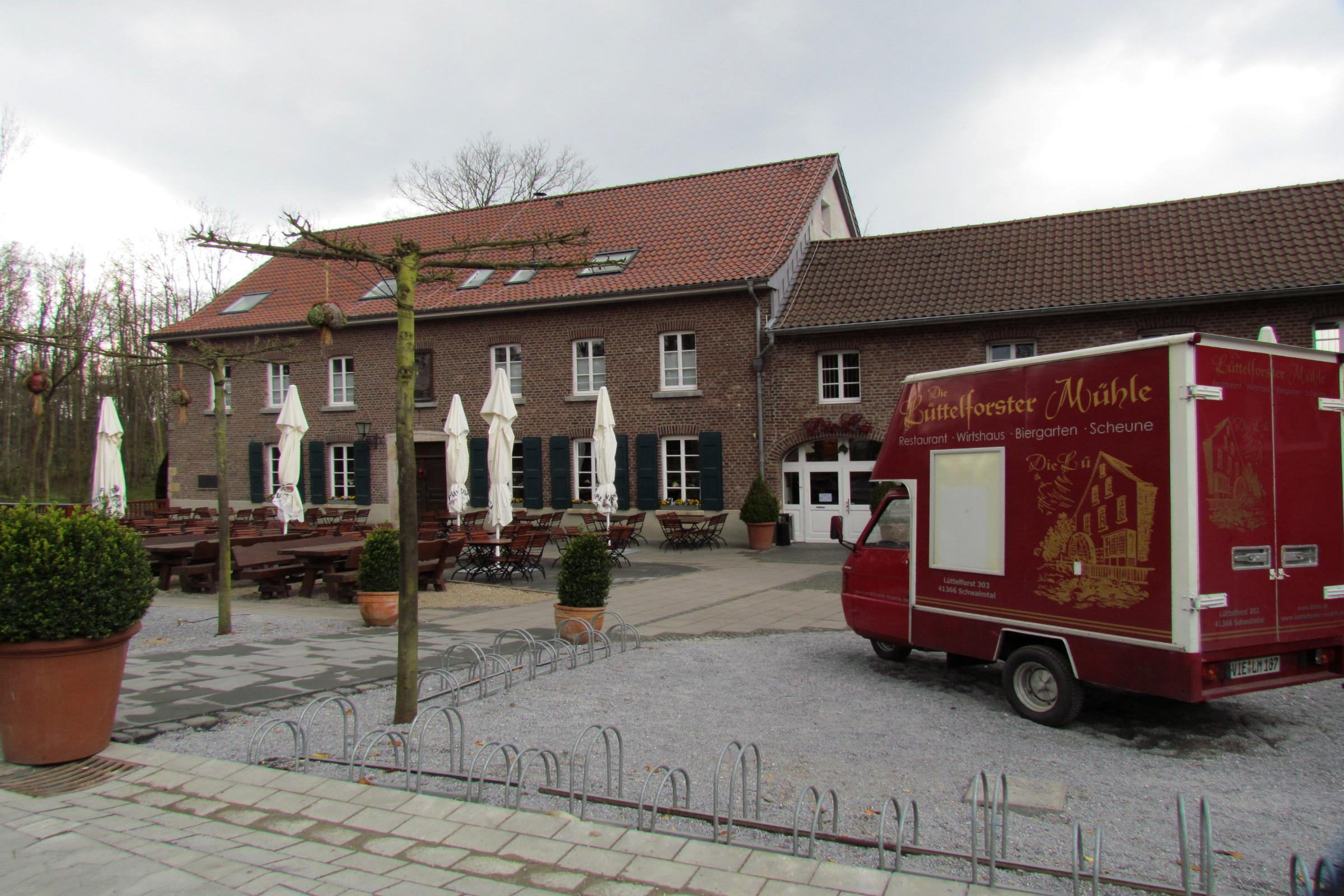
Lüttelforster Mühle mit Mobil
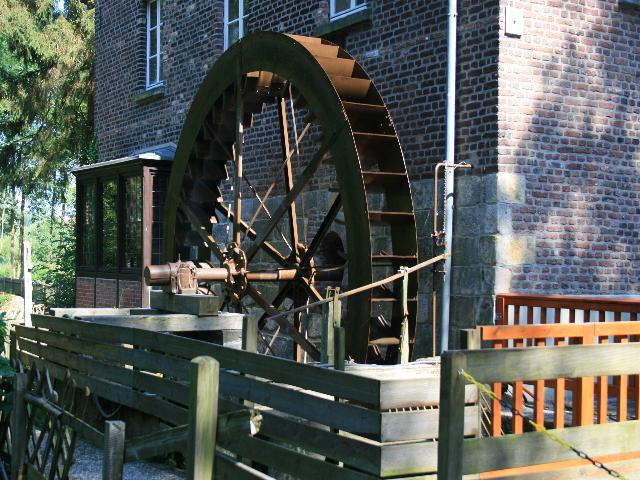
Wasserrad aus Eisen
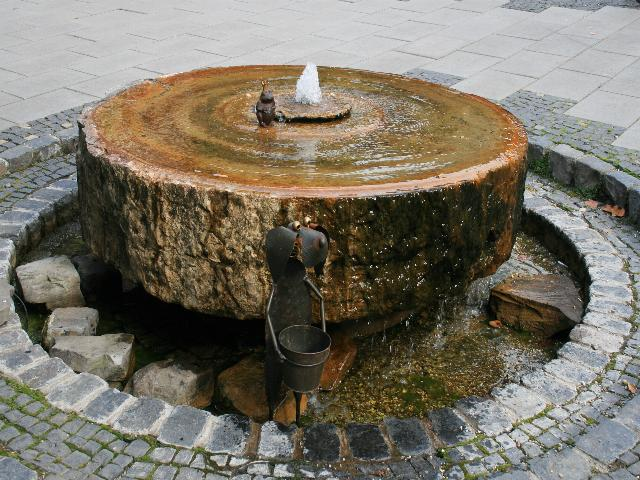
Mahlstein als Springbrunnen
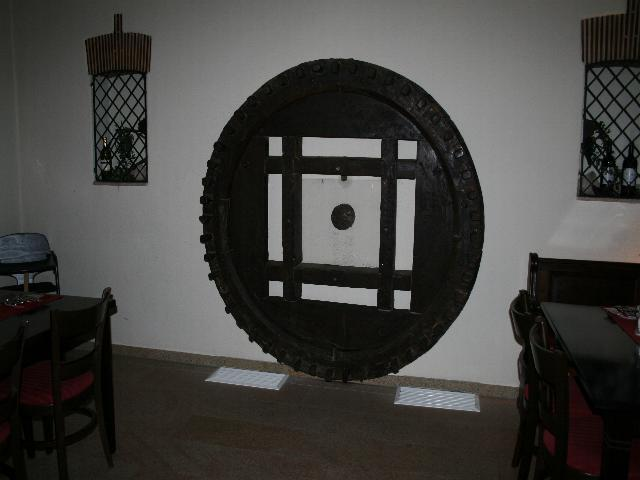
Mühlenteile als Wandschmuck
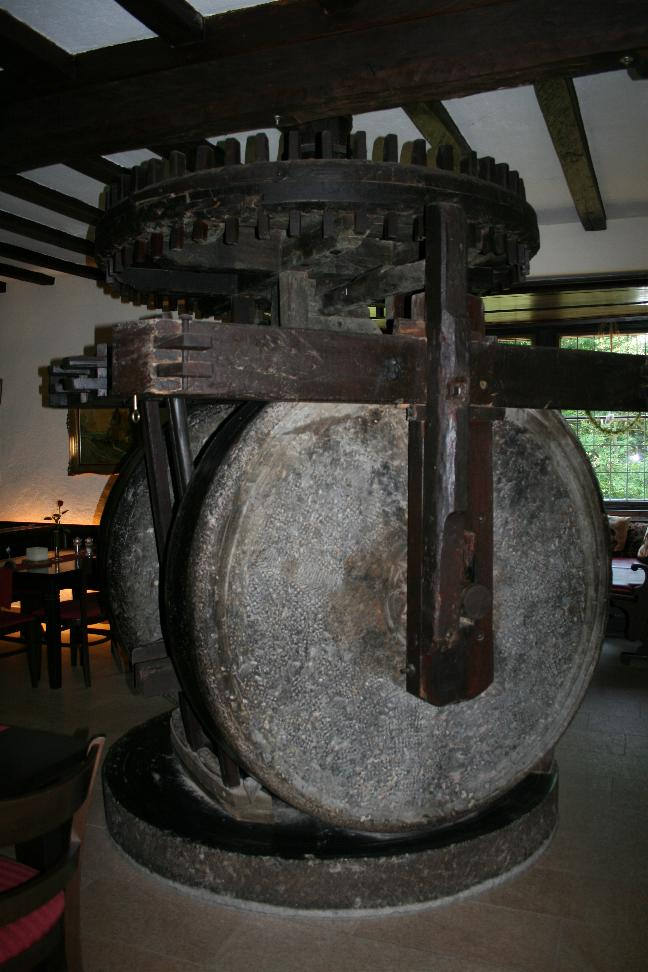
Kollergang im Gasthof